# Карван Іван
Карван Іван (1893–1976) — правознавець, учасник бою під Крутами в складі студентської сотні.

## Біографія
Народився 8 вересня 1893 року у селі Курилівка (нині Підкарпатське воєводство, Польща). Навчався у гімназії в місті Лежайськ. Навесні 1915 року російською владою вивезений до Сибіру. Влітку 1917 року приїхав до Києва, продовжив навчання у 2-й державній гімназії ім. Кирило-Мефодіївського братства. 29 січня 1918 року взяв участь у бою під Крутами.
У 1918 році — співробітник Міністерства преси та інформації УНР у Кам'янці-Подільському. З 1921 року мешкав у Польщі. У 1926 році закінчив Ягеллонський університет. Працював адвокатом. У 1944—1948 роках жив у Німеччині.
У 1948 році емігрував у США. Оселився у Філадельфії. Брав активну участь в українських організаціях. Публікувався в пресі. Є співавтором історичної збірки «Ярославщина і Засяння 1031—1947» (1986). Почесний член об'єднання «Ярославщина та окраїни Засяння». Помер 15 жовтня 1976 року у Філадельфії. Похований, очевидно, на українському цвинтарі Факс Чейс.
У нього був брат Костянтин (1896-1962) – польський вчитель і вчений